# Arsácia
Arsácia (em latim: Arsacia; em parta: Asaak ou Arshak) foi uma antiga cidade, uma das capitais do Império Parta ao longo de sua história. Muitos reis partas, como Ársaces I, foram coroados ali. Segundo W. Schoff, localiza-se no atual Irã, próximo a Cuchã, no vale do alto Atreque. Ársaces é a forma helenizada de Arxaque (Aršak); Estrabão, citando Apolodoro de Artemita, menciona uma cidade que se chamava Raga, foi (re)fundada por Seleuco I Nicátor com o nome Europo e era chamada pelos partas de Arsácia, sendo uma das grandes cidades da Média, localizada a 500 estádios ao sul das Portas Cáspias.